# Dipareta albifrons
Dipareta albifrons är en stekelart som beskrevs av Boucek 1988. Dipareta albifrons ingår i släktet Dipareta och familjen puppglanssteklar. Inga underarter finns listade i Catalogue of Life.